# Iławcze (gmina)
Iławcze – dawna gmina wiejska w powiecie trembowelskim województwa tarnopolskiego II Rzeczypospolitej. Siedzibą gminy było Iławcze.
Gminę utworzono 1 sierpnia 1934 r. w ramach reformy na podstawie ustawy scaleniowej z dotychczasowych gmin wiejskich: Hleszczawa, Iławcze i Sorocko.
Pod okupacją część gminy Iławcze (Sorocko) przyłączono do nowej gminy Sorocko.
Po II wojnie światowej obszar gminy znalazł się w ZSRR.